# Phyllonorycter kisoensis
Phyllonorycter kisoensis là một loài bướm đêm thuộc họ Gracillariidae. Nó được tìm thấy ở Nhật Bản (Honshū) và vùng Viễn Đông Nga.
Sải cánh dài 6.2–8 mm.
Ấu trùng ăn Alnus hirsuta. Chúng ăn lá nơi chúng làm tổ.